# Удай
Удай (на украински: Уда́й; на руски: Удай) е река в Украйна (Черниговска и Полтавска област), десен приток на Сула (ляв приток на Днепър). Дълга е 327 km, а площта на водосборния ѝ басейн е 7030 km².
Река Удай води началото си на 6,5 km източно от село Рожновка, Черниговска област на Украйна, на 144 m н.в., от североизточната периферия на Приднепровската низина и по цялото си протежение протича през нея в широка 4 – 6 km долина, в която силно меандрира. Ширината на коритото на реката в горното ѝ течение е 5 – 10 m, в долното – 20 – 40 m, дълбочината ѝ е 3 – 5 m, а наклонът – 0,2 m/km. В началото, до село Дорогинка (Черниговска област), тече в западна посока, след което завива на юг. След град Прилуки образува голяма изпъкнала на изток дъга и отново продължава в южна посока до град Пирятин (Полтавска област), където завива на изток-югоизток и запазва това направление до устието си. Влива се отдясно в река Сула (ляв приток на Днепър), на 2 km западно от село Березоточа, Полтавска област, на 90 m н.в. Основни притоци: Смош, Лисогор (леви); Галка, Руда (десни). Подхранването ѝ е предимно снежно. Средният годишен отток на 39 km от устието ѝ е 9,4 m³/sec. Замръзва в периода от ноември до януари, а се размразява през март или средата на април. По течението ѝ са разположени множество населени места, в т.ч. град Прилуки и сгт Дегняри, Варва и Ладан в Черниговска област и град Пирятин в Полтавска област.